# Боярышник расставленнолистный
Боярышник расставленнолистный (лат. Crataegus remotilobata) — кустарник или небольшое дерево, вид рода Боярышник (Crataegus) семейства Розовые (Rosaceae).

## Распространение и экология
В природе ареал вида охватывает Памиро-Алай (Ходжент, Канибадам и Гульча) и Западный Тянь-Шань (долина реки Чоткала). Эндемик. Описан из окр. г. Ходжента.
Произрастает по берегам рек, вдоль арыков и дорог.

## Ботаническое описание
Молодые побеги голые; годовалые тёмные, красновато-коричневые, блестящие; более старые с пестрой, коричневато-серой корой. Колючки тонкие, длиной 0,6—2,5 см.
Листья длиной 3—7 см, плотные, продолговато-яйцевидные, с широким срезанным основанием, кверху постепенно заострённые, с обеих сторон голые, обычно глубоко семираздельные, при основании нередко рассечённые до основания и иногда с совсем отдельными нижними долями, реже пластинка лишь до половины надрезанная на 7 лопастей; лопасти или доли от овально- до продолговато-ланцетных, заострённые и обычно лишь по наружному краю остро-мелко-зубчатые, реже лишь слегка зазубренные и даже цельнокрайные. Черешки длиной 1,5—2,5 (3) см, голые.
Соцветия 25—70-цветковые, голые; чашелистики от широкотреугольных до треугольно-ланцетных, острые, немного короче гипантия; тычинок 20, с белыми пыльниками; столбиков 4—5.
Плоды красные, мелкие, диаметром 4—6 мм, редко более крупные — 6—9, шаровидные. Косточки в числе 3—5, трёхгранные, с боков сильно ямчатые, длиной 3—4 мм.
Цветёт в мае. Плодоносит с конца августа.

## Таксономия
Вид Боярышник расставленнолистный входит в род Боярышник (Crataegus) трибы Pyreae подсемейства Спирейные (Spiraeoideae) семейства Розовые (Rosaceae) порядка Розоцветные (Rosales).
|  |                                      |  |                                                              |                                                              |                   |  | ещё 8 семейств (согласно Системе APG III) | ещё 8 семейств (согласно Системе APG III)    |                                              |  |  |  | ещё 7 триб (согласно Системе APG III)         | ещё 7 триб (согласно Системе APG III)         |  |  |  |  | ещё от 200 до 300 видов | ещё от 200 до 300 видов |
|  |                                      |  |                                                              |                                                              |                   |  | ещё 8 семейств (согласно Системе APG III) | ещё 8 семейств (согласно Системе APG III)    |                                              |  |  |  | ещё 7 триб (согласно Системе APG III)         | ещё 7 триб (согласно Системе APG III)         |  |  |  |  | ещё от 200 до 300 видов | ещё от 200 до 300 видов |
|  |                                      |  |                                                              | порядок Розоцветные                                          |                   |  |                                           |                                              | подсемейство Спирейные                       |  |  |  |                                               | род Боярышник                                 |  |  |  |  |                         |                         |
|  |                                      |  |                                                              | порядок Розоцветные                                          |                   |  |                                           |                                              | подсемейство Спирейные                       |  |  |  |                                               | род Боярышник                                 |  |  |  |  |                         |                         |
|  | отдел Цветковые, или Покрытосеменные |  |                                                              |                                                              | семейство Розовые |  |                                           |                                              | триба Pyreae                                 |  |  |  | вид Боярышник расставленнолистный             |                                               |  |  |  |  |                         |                         |
|  | отдел Цветковые, или Покрытосеменные |  |                                                              |                                                              |                   |  |                                           |                                              |                                              |  |  |  |                                               |                                               |  |  |  |  |                         |                         |
|  |                                      |  | ещё 44 порядка цветковых растений (согласно Системе APG III) | ещё 44 порядка цветковых растений (согласно Системе APG III) |                   |  |                                           | ещё 8 подсемейств (согласно Системе APG III) | ещё 8 подсемейств (согласно Системе APG III) |  |  |  | ещё около 60 родов (согласно Системе APG III) | ещё около 60 родов (согласно Системе APG III) |  |  |  |  |                         |                         |
|  |                                      |  |                                                              | ещё 44 порядка цветковых растений (согласно Системе APG III) |                   |  |                                           |                                              | ещё 8 подсемейств (согласно Системе APG III) |  |  |  |                                               | ещё около 60 родов (согласно Системе APG III) |  |  |  |  |                         |                         |